# Tasiocera diaphana
Tasiocera diaphana là một loài ruồi trong họ Limoniidae. Chúng phân bố ở miền Australasia.